# Tomas Fantz
Tomas Fantz är ett finlandssvenskt dansband från Vasa som bildades 2017. Innan Tomas Fant grundade bandet jobbade han som lärare samtidigt som han även var medlem i dansbandet Carisma. Under covid-19-pandemin då spelningarna ställdes in uppträdde de istället med livestreams. Deras första singel, "Jag tror jag, vet" släpptes 2018 och första albumet kom 2023 under namnet "Populära spår".

## Medlemmar
- Tomas Fant- sång, gitarr, keyboard och bas
- Hasse Bergström - trummor och sång
- Roger Holmlund - klaviatur, saxofon, dragspel
- Mikael Österberg - gitarr, sång och bas

## Diskografi
- 2023 – "Populära spår"